# João de Worcester

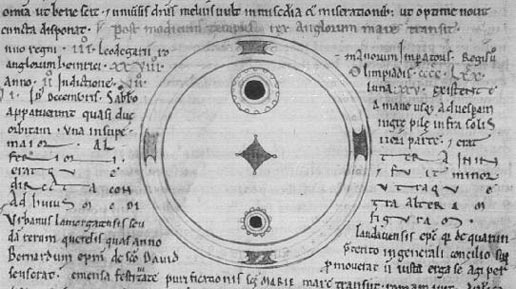
Desenho de uma mancha solar na Chronicon ex chronicis.

João de Worcester († c. 1140) foi um monge e um cronista inglês a quem geralmente se atribui a autoria da Chronicon ex chronicis.

## Chronicon ex chronicis
A Chronicon ex chronicis é uma história do mundo que começa com a criação e termina em 1140 d.C. A estrutura cronológica da Chronicon foi retirada da crônica de Mariano Escoto (†1082), com uma grande quantidade de material novo, principalmente sobre a história da Inglaterra, acrescentado a ela.

### Autoria
Uma grande parte da obra, até 1117 ou 1118, já foi anteriormente atribuída ao monge Florêncio de Worcester, com base numa entrada sobre a sua morte no anal de 1118, que credita sua habilidade e dedicação em tornar a crônica uma obra tão proeminente. Nesta visão, o outro monge de Worcester, João, meramente teria escrito parte final da obra. Porém, há duas objeções principais contra esta atribuição a Florêncio. Primeiro, não há nenhuma mudança de estilo na Chronicon após a morte dele e, segundo, algumas seções anteriores a 1118 se baseiam em alguma medida na Historia novorum de Eadmer de Cantuária, que foi completada em algum momento entre 1121 e 1124
O ponto de vista majoritário atualmente é o de que João de Worcester é o principal autor e o compilador da obra. Ele é explicitamente citado como autor de duas entradas, para 1128 e 1138, e dois manuscritos (CCC MS 157 e a chamada chronicula) foram escritos com sua letra. Ele também foi visto trabalhando nela a pedido de Vulstano de Worcester, quando o cronista anglo-normando Orderico Vital visitou Worcester:
| “ | Ioannes Wigornensis a puero monachus, natione Anglicus, moribus et eruditione uenerandus, in his quæ Mariani Scotti cronicis adiecit, de rege Guillelmo et de rebus quæ sub eo uel sub filiis eius Guillelmo Rufo et Henrico usque hodie contigerunt honeste deprompsit. [...] Quem prosecutus Iohannes acta fere centum annorum contexuit, iussuque uenerabilis Wlfstani pontificis et monachi supradictis cronicis inseruit in quibus multa de Romanis et Francis et Alemannis aliisque gentibus quæ agnouit [...]. "João, um inglês de nascimento, que entrou para o mosteiro de Worcester ainda garoto e ganhou uma grande reputação por sua erudição e piedade, continuou a crônica de Mariano Escoto e cuidadosamente relatou os eventos do reino de Guilherme e de seus filhos, Guilherme, o Ruivo, e Henrique até os dias de hoje. [...] João, a pedido do venerável Vulstano, bispo e monge, acrescentou nesta crônica [de Mariano] os eventos de por volta de cem anos, inserindo breves e valiosos sumários de muitos feitos dos romanos, dos francos, germânicos e de outros povos que ele conhecia [...]." | ” |
|   | — História Eclesiástica, Orderico Vital. |   |

### Manuscritos
A Chronicon sobreviveu em cinco manuscritos (e mais um fragmento de uma única folha):
- MS 157 (Oxford, Corpus Christi College). O principal manuscrito e a cópia utilizada por João.
- MS 502 (Dublin, Trinity College).
- MS 42 (Biblioteca do Palácio de Lambeth).
- MS Bodley 297 (Oxford, Biblioteca Bodleiana).
- MS 92 (Cambridge, Corpus Christi College).

Além disso, há ainda a chronicula, uma crônica menor, baseada na própria Chronicon: MS 503 (Dublin, Trinity College), escrita por João até o ano de 1123.